# オフィスで誘うエッチな彼女
『オフィスで誘うエッチな彼女』（オフィスでさそうエッチなかのじょ）は、PULLTOP LATTEから2017年3月24日に発売された18禁恋愛アドベンチャーゲーム。「働く女性とのオトナの恋愛」をテーマとした、オフィスラブに特化した作品である。2018年7月12日にはアクラスのブランド「アイチェリー」からDVDPG版が発売されている。

## システム
本作は、マウスクリックなどでテキストを読み進めていくオーソドックスな恋愛アドベンチャーゲームである。いわゆる攻略ヒロインは3人。

## あらすじ
藤浪冬馬は大手総合電機メーカー「セントレアード株式会社」に新卒採用され、営業統括部のイベント運営部門に体験配属されるが、指導を担当してくれる先輩社員の天宮麻衣と酔った勢いで関係を持ってしまう。

## 登場人物

### 主人公
藤浪 冬馬（ふじなみ とうま）
声 - なし
所属：営業統括部（体験配属中）、血液型：O型
本作の主人公。東京の大学を卒業してこの春セントレアードに入社した新社会人。隠れオタで休日はゲームばかりしており、同族の忍とは話が弾む。時々時代劇染みた言葉遣いになる。

### ヒロイン
天宮 麻衣（あまみや まい）
声 - 小倉結衣
所属：営業統括部 イベント運営部門、血液型：A型
冬馬の同年代の先輩社員。オフィスではピリっとしているが、プライベートはだらしがない。好物は個性的フレーバーのコーラ「カラシーペッパー」で、味覚がややおかしい。眼鏡にジャージ姿の私生活を冬馬に知られ大いに慌てる。育ちが良いお嬢様で、実はセントレアードの取締役の娘である。
瀬良 忍（せら しのぶ）
声 - かわしまりの
所属：営業統括部 契約マネジメント部門、血液型：AB型
営業統括部のナンバー2。中途入社でやり手の上司。アニメ『ドン・ガスター』（OVA『トップをねらえ!』が元ネタであるらしき描写がある）の話題を通じて冬馬と仲良くなる。契約のトラブルで深夜まで残業した冬馬を自宅へ誘い、関係を持ってしまう。
双葉 みこと（ふたば －）
声 - 魚住さぁさ
所属：お弁当屋『いこい』、血液型：B型
セントレアード社近くの裏通りにある家族経営の弁当屋の看板娘。近年は表通りのチェーン店に押されていたが、冬馬の口添えでセントレアード社内への出張販売が実現し、味と値段もあいまって売上が回復する。家業の傍ら定時制の学園に通学しているが、成績はあまり芳しくなく、試験は毎回赤点スレスレ。家庭教師を買って出た冬馬に好意を抱く。

### サブキャラクター
世田谷 弘美（せたがや ひろみ）
声 - なし
所属：営業統括部
営業統括部の部長。忍を他社からセントレアードに引き抜いた人物。
双葉 蘭（ふたば らん）
声 - なし
所属：お弁当屋『いこい』、血液型：B型
みことの妹。冬馬のことは冬兄と呼ぶ。姉の恋路を応援している。

## スタッフ
- キャラクターデザイン - なるみすずね（麻衣）、あいざわひろし（忍）、TwinBox（みこと）[2]

（担当キャラクターの出典：）
- シナリオ - 若葉祥慶、ギハラ[2]
- 音楽 - ミリオンバンブー[1]
- ディレクション - 十五夜[3]

## 主題歌
OP主題歌「ドラマティックライン」
作詞 - 灰墨イノリ / 作曲 - ロドリゲスのぶ / 編曲 - 福生弦太 / 歌 - 灰墨イノリ

## サウンドトラック
初回版には「オフィスで誘うエッチな彼女 オリジナルサウンドトラック」が特典として添付（ダウンロード配布）された。主題歌1曲とゲーム内で使用された全BGM12曲が収録されている。
| #         | タイトル                                 | 作詞       | 作曲           | 時間 |
| --------- | ---------------------------------------- | ---------- | -------------- | ---- |
| 1.        | 「ドラマティックライン」(歌：灰墨イノリ) | 灰墨イノリ | ロドリゲスのぶ | 4:33 |
| 2.        | 「一日の始まり」                         |            | ロドリゲスのぶ | 2:15 |
| 3.        | 「街の灯火」                             |            | ロドリゲスのぶ | 2:12 |
| 4.        | 「月夜に照らされて」                     |            | ロドリゲスのぶ | 2:19 |
| 5.        | 「今日はお休み!」                        |            | ロドリゲスのぶ | 2:01 |
| 6.        | 「賑やかな毎日」                         |            | ロドリゲスのぶ | 2:19 |
| 7.        | 「メランコリック」                       |            | ロドリゲスのぶ | 2:06 |
| 8.        | 「今日のお仕事」                         |            | ロドリゲスのぶ | 2:07 |
| 9.        | 「思案中……」                             |            | ロドリゲスのぶ | 2:24 |
| 10.       | 「一緒にお出かけ」                       |            | ロドリゲスのぶ | 2:03 |
| 11.       | 「初めての感情」                         |            | ロドリゲスのぶ | 2:07 |
| 12.       | 「大切な人のために」                     |            | ロドリゲスのぶ | 3:07 |
| 13.       | 「My Lover」                             |            | ロドリゲスのぶ | 3:16 |
| 合計時間: | 合計時間:                                | 合計時間:  | 32:49          |      |

## 反響

### 売り上げ
本作は発売月（2017年3月）の売り上げにおいて、Getchu.comの集計では12位、アダルトゲーム月刊誌『BugBug』の集計では14位を記録した。発売年（2017年）においては、Getchu.comの集計では上位50位の圏外、『BugBug』の集計では上位20位の圏外であった。

### 人気投票
| 部門名       | Getchu.com | BugBug    | アワード  |
| ------------ | ---------- | --------- | --------- |
| 総合         | 圏外/20位  | 圏外/20位 | 圏外/50位 |
| シナリオ     | 圏外/10位  | 圏外/20位 | 部門なし  |
| グラフィック | 圏外/10位  | 部門なし  | 部門なし  |
| 音楽         | 圏外/10位  | 圏外/20位 | 部門なし  |
| システム     | 圏外/10位  | 圏外/20位 | 部門なし  |
| ヴォイス     | 部門なし   | 圏外/20位 | 部門なし  |
| ムービー     | 圏外/10位  | 部門なし  | 部門なし  |
| エッチ       | 圏外/10位  | 圏外/20位 | 部門なし  |
| キャラクター | 0人/20位   | 0人/20位  | 部門なし  |

本作は発売月（2017年3月）のユーザー人気投票において、Getchu.comの上位10位の圏外であった。発売年（2017年）の人気投票においては、Getchu.comでは全部門で圏外、『BugBug』では全部門で圏外、萌えゲーアワードでは上位50位の圏外であった（表：「2017年の美少女ゲーム人気投票における本作の位置」に一覧を示す）。

### 批評
『BugBug』2017年6月号に本作のレビューが掲載された。本作の主人公は大企業に入社し、気立ての良い美人の先輩からOJTを受け、有能でセクシーな上司に気に入られ、年下の女学生からは純粋な好意を寄せられる。レビュアーはそのような展開に「ご都合主義」と苦笑させられたとしつつ、気付けば主人公と主人公を取巻く環境に感情移入していたと述べている。
レビュアーは、本作の一番の見所は神聖なる職場でのエッチシーンであると述べている。本作のエッチシーンはビジュアルもエロくて迫力満点であると述べ、慣れ親しんだ場での行為がプレイヤーの劣情を掻き立てると評している。